# Bố Tiểu Lâm
Bố Tiểu Lâm (tiếng Trung: 布小林; sinh tháng 8 năm 1958) là tiến sĩ luật học, chính khách nước Cộng hòa Nhân dân Trung Hoa. Bà hiện là Ủy viên Ban Chấp hành Trung ương Đảng Cộng sản Trung Quốc khóa XIX, Phó Bí thư Khu ủy Khu tự trị Nội Mông, Chủ tịch Chính phủ Nhân dân Khu tự trị Nội Mông. Bố Tiểu Lâm là con gái của Bố Hách, cựu Chủ tịch Chính phủ Nhân dân Khu tự trị Nội Mông và cháu gái của Ô Lan Phu, Chủ tịch đầu tiên của Chính phủ nhân dân Khu tự trị Nội Mông, nguyên Phó Chủ tịch nước Cộng hòa Nhân dân Trung Hoa.

## Tiểu sử

### Thân thế
Bố Tiểu Lâm là người Mông Cổ sinh tháng 8 năm 1958 tại kỳ Tumed Tả, Khu tự trị Nội Mông Cổ.

### Giáo dục
Tháng 9 năm 1980 đến tháng 7 năm 1984, Bố Tiểu Lâm theo học chuyên ngành luật kinh tế khoa pháp luật tại Đại học Bắc Kinh.
Tháng 9 năm 1998 đến tháng 6 năm 2001, bà theo học nghiên cứu sinh tại chức chuyên ngành lý luận luật học, Viện Luật học thuộc Đại học Cát Lâm và được trao học vị tiến sĩ luật học.
Tháng 9 năm 2003 đến tháng 1 năm 2006, bà nghiên cứu sau tiến sĩ tại Viện Nghiên cứu xã hội học thuộc Viện Khoa học xã hội Trung Quốc.
Tháng 3 đến tháng 5 năm 2010, bà theo học lớp nghiên cứu chiến lược quốc phòng kỳ thứ 36 tại Đại học Quốc phòng Trung Quốc.

### Sự nghiệp
Tháng 6 năm 1976, Bố Tiểu Lâm tham gia công tác là thanh niên trí thức tham gia đội sản xuất ở nông thôn tại công xã Ôn Căn, kỳ Ô Lạp Đặc Trung Hậu Liên Hợp nay thuộc kỳ Ô Lạp Đặc Trung, Khu tự trị Nội Mông Cổ. Tháng 1 năm 1977 đến tháng 9 năm 1980, Bố Tiểu Lâm là chiến sĩ của Quân khu Nội Mông Cổ. Tháng 7 năm 1984, sau khi tốt nghiệp đại học, Bố Tiểu Lâm về làm giáo viên khoa pháp luật ở Đại học Nội Mông Cổ.
Tháng 4 năm 1985, Bố Tiểu Lâm chuyển sang hoạt động chính trị, công tác tại phòng pháp quy của Văn phòng Chính phủ nhân dân Khu tự trị Nội Mông Cổ, cán bộ Cục pháp chế Chính phủ nhân dân Khu tự trị Nội Mông Cổ. Tháng 6 năm 1985, bà gia nhập Đảng Cộng sản Trung Quốc. Tháng 10 năm 1989, bà được bổ nhiệm làm Phó phòng 3, Cục pháp chế Chính phủ nhân dân Khu tự trị Nội Mông Cổ. Tháng 3 năm 1993, bà được bổ nhiệm giữ chức Trưởng phòng 3, Cục pháp chế Chính phủ nhân dân Khu tự trị Nội Mông Cổ. Tháng 8 năm 1996, Bố Tiểu Lâm được bổ nhiệm làm Phó Cục trưởng Cục pháp chế Chính phủ nhân dân Khu tự trị Nội Mông Cổ. Tháng 5 năm 1997, bà được bổ nhiệm giữ chức Cục trưởng Cục pháp chế Chính phủ nhân dân Khu tự trị Nội Mông Cổ. Tháng 2 năm 2000, Bố Tiểu Lâm được luân chuyển làm Chủ nhiệm Văn phòng Pháp chế Chính phủ nhân dân Khu tự trị Nội Mông Cổ. Tháng 7 năm 2003, bà được bổ nhiệm giữ chức Phó Tổng Thư ký Chính phủ nhân dân Khu tự trị Nội Mông Cổ kiêm Chủ nhiệm Phòng Điều tra nghiên cứu Chính phủ nhân dân Khu tự trị Nội Mông Cổ.
Tháng 9 năm 2004, bà được luân chuyển giữ chức Phó Bí thư Minh ủy minh A Lạp Thiện, Minh trưởng minh A Lạp Thiện. Minh là một trong số 12 đơn vị hành chính cấp địa khu và một trong ba minh còn tồn tại ở Nội Mông Cổ. Tháng 9 năm 2006, bà được bổ nhiệm làm Bí thư Minh ủy minh A Lạp Thiện, Khu tự trị Nội Mông Cổ. Tháng 12 năm 2006, bà được bầu kiêm nhiệm chức vụ Chủ nhiệm Ủy ban Công tác Nhân đại minh A Lạp Thiện. Tháng 12 năm 2007, bà thôi kiêm nhiệm chức vụ Chủ nhiệm Ủy ban Công tác Nhân đại minh A Lạp Thiện.
Tháng 1 năm 2008, Bố Tiểu Lâm được bổ nhiệm làm Phó Chủ tịch Chính phủ nhân dân Khu tự trị Nội Mông Cổ kiêm Bí thư Minh ủy minh A Lạp Thiện. Tháng 2 năm 2008, bà thôi giữ chức Bí thư Minh ủy minh A Lạp Thiện. Tháng 1 năm 2014, bà được bổ nhiệm làm Ủy viên Ban Thường vụ Khu ủy khu tự trị Nội Mông Cổ kiêm Trưởng Ban Công tác Mặt trận Thống nhất Khu ủy khu tự trị Nội Mông Cổ. Bố Tiểu Lâm được bổ nhiệm thay cho ông Vương Tố Nghị, người đã bị cách chức từ tháng 7 năm 2013 vì ông Vương liên quan đến một cuộc điều tra "vi phạm kỷ luật nghiêm trọng. Tháng 7 năm 2014, Vương Tố Nghị bị kết án tù chung thân vì tội nhận hối lộ.
Ngày 30 tháng 3 năm 2016, tại Hội nghị lần thứ 21 của Ủy ban Thường vụ Đại hội đại biểu nhân dân khóa 12 Khu tự trị Nội Mông Cổ, Bố Tiểu Lâm được bổ nhiệm làm quyền Chủ tịch Chính phủ nhân dân Khu tự trị Nội Mông kế nhiệm Bagatur, người đã từ chức. Ngày 23 tháng 6 năm 2016, bà chính thức được bầu giữ chức vụ Chủ tịch Chính phủ Nhân dân Khu tự trị Nội Mông Cổ. Ngày 24 tháng 10 năm 2017, tại phiên bế mạc của Đại hội Đảng Cộng sản Trung Quốc lần thứ XIX, Bố Tiểu Lâm được bầu làm Ủy viên Ban Chấp hành Trung ương Đảng Cộng sản Trung Quốc khóa XIX.

## Gia đình
- Ông nội: Ô Lan Phu, nguyên Phó Chủ tịch nước Cộng hòa Nhân dân Trung Hoa, nguyên Phó Thủ tướng Quốc vụ viện Trung Quốc, nguyên Phó Ủy viên trưởng Ủy ban Thường vụ Đại hội Đại biểu Nhân dân Toàn quốc, Chủ tịch đầu tiên của Chính phủ nhân dân Khu tự trị Nội Mông Cổ và Bí thư Khu ủy Khu tự trị Nội Mông Cổ.[9]
- Cha: Bố Hách, nguyên Phó Ủy viên trưởng Ủy ban Thường vụ Đại hội Đại biểu Nhân dân Toàn quốc, nguyên Chủ tịch Chính phủ nhân dân Khu tự trị Nội Mông Cổ.[9]